# Eurysciara rostrata
Eurysciara rostrata är en tvåvingeart som beskrevs av Franz Lengersdorf 1927. Eurysciara rostrata ingår i släktet Eurysciara och familjen sorgmyggor.
Artens utbredningsområde är Taiwan. Inga underarter finns listade i Catalogue of Life.